# Agrela (Santo Tirso)
Agrela é uma povoação portuguesa sede da Freguesia de Agrela do Município de Santo Tirso, freguesia com 7,05 km² de área e 1486 habitantes (censo de 2021)tendo, por isso, uma densidade populacional de 210,8 hab./km².
Está rodeada a norte pelas freguesias de Reguenga e Lamelas, a sul pela freguesia de Sobrado (Valongo), a oeste pela freguesia de Água Longa e a este pela freguesia de Seroa (Paços de Ferreira).
É sede de um dos mais conhecidos produtores dos característicos vinhos verdes da região.
Na igreja paroquial pode-se observar o altar de Nossa Senhora da Guia, proveniente da antiga capela. Nesta freguesia encontram-se ainda algumas das mais belas quintas do município, como a imponente Quinta da Agrela, onde outrora habitou Augusto de Faria Carneiro Pacheco (1888-1962).

## Demografia
A população registada nos censos foi:
| Distribuição da População por Grupos Etários | Distribuição da População por Grupos Etários | Distribuição da População por Grupos Etários | Distribuição da População por Grupos Etários | Distribuição da População por Grupos Etários |
| -------------------------------------------- | -------------------------------------------- | -------------------------------------------- | -------------------------------------------- | -------------------------------------------- |
| Ano                                          | 0-14 Anos                                    | 15-24 Anos                                   | 25-64 Anos                                   | > 65 Anos                                    |
| 2001                                         | 264                                          | 274                                          | 884                                          | 182                                          |
| 2011                                         | 241                                          | 165                                          | 950                                          | 228                                          |
| 2021                                         | 157                                          | 165                                          | 791                                          | 373                                          |

## Tradições
Na Freguesia, a expressividade cultural e religiosa da população manifesta-se através da solenização das festas em honra de: Nossa Senhora da Guia que comemora-se anualmente e tradicionalmente em Agosto e São Pedro realiza-se anualmente e tradicionalmente em Junho; 

## História
Sanctos Petrus de Agrella (São Pedro de Agrela), assim se chamava Agrela.
Pertencia inicialmente ao condado da Feira do Conde D. Rui Pereira, 1.º conde da Feyra e, esteve na sua posse desde 1430 até 1539, altura em que Manoel Cyrne comprou, com autorização do Rei D. João III, ao Conde da Feira, D. Manuel Pereira. 
Sabe-se que Manuel Cyrne, feitor de Portugal em Málaga, Andaluzia e provedor-mor da Fazenda de Mazagão comprou em 1539 o concelho de Refoios de Riba d'Ave ao conde da Feira, e daí prosseguiu com os seus interesses comerciais, sobretudo no que se refere ao trato de especiarias, tendo negócios com alguns dos maiores nomes do grande comércio europeu.
Apesar de ter falecido no Porto e de ter sido sepultado na capela-mor do Convento de São Domingos, em 1594 o seu filho João Cyrne trasladou-o para a Capela de Nossa Senhora da Guia na paróquia de São Pedro de Agrela. Em 1925, por motivos de obras na Igreja, a campa foi aberta e descobriram-se, entre os restos mortais, fragmentos de espada e madeira exótica.
Na sepultura rasa estão esculpidas as armas dos Cyrnes, das mais belas de toda a heráldica portuguesa, com o cisne e sete estrelas de ouro que, ainda segundo Alão de Morais "[…] dão a entender que sempre o eco e as estrellas favoreceram as suas emprezas ao primeiro que as ganhou […]".
Passou a ser conhecido por senhor do concelho de Refoyos de Riba d`Ave, cujo agrupava 9 curados: S. Pedro de Agrella, S. Julião de Agua-Longa, S. Salvador de pena mayor, Santa Maria da Reguenga, Santa Eulalia de Lamelas, S. Payo de Guimarei, S. Tiago da Carreira e S. Cristovão de Refojos, em que a cabeça do concelho era Agrela. 
Mais tarde, com o nascimento de seu filho João Cyrne, decide mudar o nome para senhor do morgado de Agrella. 
Mais tarde nasce Manuel Cyrne da Silva, filho de João Cyrne, que fora para a Índia. Foi Fidalgo da Casa Real; em 16 de Setembro de 1668 foi-lhe confirmada a doação da Terra de Refoyos, por sucessão, que era de juro e herdade; Diz-nos Felgueiras Gayo que perdeu o Senhorio de Refoyos e Agrella por crimes que cometeu e depois o comprou a Roque Monteiro Paim por 25 contos. 
Roque Monteiro Paim foi comendador de Santa Maria de Campanhã no bispado do Porto, da ordem de Cristo; doutor em Direito civil pela Universidade de Coimbra, secretário de estado do expediente a mercês de el-rei D. Pedro II, e seu grande valido; 
Este, que foi Senhor da Honra de Alva, da Vila do Cano, dos Reguengos de Agrela e Maia; conselheiro da fazenda de capa e espada; desembargador extravagante da Casa da Suplicação, etc. 
Nascido em Lisboa a 25 de Maio de 1643, faleceu a 24 de Junho de 1706. Era filho de Rodrigo Fernandes Monteiro, desembargador do paço e juiz de inconfidência e Coutadas de el-rei, e de sua mulher, D. Constança Paim.
Até 1834 Agrela pertenceu ao concelho de Refojos de Riba d'Ave, tendo posteriormente, pertencido a Alfena. Em 1836 foi fundado o concelho de Valongo, ao qual Alfena passou a pertencer, e Agrela tornou-se numa freguesia do concelho de Santo Tirso.
Em 1888 nascera uma das figuras mais importantes da freguesia de Agrela, Augusto de Faria Carneiro Pacheco. Foi Benfeitor da Santa Casa de Misericórdia de Santo Tirso, dos Bombeiros Voluntários de Santo Tirso, da Associação de Proteção aos Pobres e da Irmandade de Nossa Senhora de Assunção. Carneiro Pacheco era um grande proprietário rural e foi senhor da Casa de Agrela. Faleceu a 25 de agosto de 1962, cinco dias após ter tido um AVC durante um discurso de congratulação ao José Pacheco, ciclista do FC Porto que venceu a Volta a Portugal em 1962, também ele agrelense.
Augusto Carneiro Pacheco era irmão de António Faria Carneiro Pacheco, professor catedrático de Direito e ex-Ministro da Educação Nacional no tempo de Salazar.

## Localização geográfica
Agrela fica no extremo-sul do seu município, a par de Água Longa.
Goza também de uma excelente localização geográfica, que permite a qualquer habitante chegar num espaço de 15 minutos (de automóvel) a Santo Tirso, Paços de Ferreira, Porto, Alfena e Valongo. Nela se inicia a EN207, que liga Agrela a cidades de Paços de Ferreira e a Vila de Lousada. Localiza-se perto de uma das entradas da auto-estrada A41, assim como da EN105, que liga Porto a Alfena e a Guimarães.

## Outras Informações
Em Agrela, situa-se a sede do agrupamento de Escolas d'Agrela e Vale do Leça, após a construção da Escola E.B. 2,3 de Agrela, uma ambição de vários anos, dado o nível de sobrelotação da Escola E.B. 2,3 de Alfena.

## Figuras Importantes
- Manuel Cyrne, antigo proprietário da freguesia
- João Cyrne, senhor do morgado da Agrela, e filho de Manuel Cyrne
- Augusto Carneiro Pacheco, proprietário da Quinta de Agrela
- José Pacheco, ciclista que venceu a Volta a Portugal em 1962 pelo FC Porto e que participou nos Jogos Olímpicos de Roma em 1960.
- Francisco Caldeira Cabral, 1945 -1950: arquiteto, Jardins e Casa Agrícola da Quinta da Agrela.

## Heráldica
Brasão: Escudo de ouro, pâmpano em forma de latada, folhado de verde entre dois cachos de uvas de prata em chefe, duas chaves de púrpura, passadas em aspa e atadas de vermelho; em camoanha, faixa ondeada de azul e prata de três peças. Coroa mural de prata de três torres. Listel branco, com a legenda a negro: "AGRELA - SANTO TIRSO".
Cacho de Uvas: Simbolizam a cultura do vinho verde, que nesta freguesia está e sempre esteve implantada. Burelas Ondeadas: Representa o rio que atravessa a freguesia, o Rio Leça.